# Leon Wałęga
Leon Wałęga (ur. 25 marca 1859 w Moszczenicy, zm. 22 kwietnia 1933 w Tuchowie) – polski duchowny rzymskokatolicki, biskup diecezjalny tarnowski w latach 1901–1933, arcybiskup ad personam.

## Życiorys
Ukończył studia teologiczne we Lwowie, doktorat z teologii uzyskał w Rzymie na Uniwersytecie Gregoriańskim. Tam też 24 marca 1883 został wyświęcony na prezbitera. Został wikariuszem we Lwowie. Był wicerektorem Seminarium Duchownego we Lwowie i profesorem Uniwersytetu Lwowskiego.
Papież Leon XIII 15 kwietnia 1901 bullą Romani Pontifices prekonizował go na biskupstwo tarnowskie. 12 maja 1901 został konsekrowany na biskupa diecezjalnego tarnowskiego. W 1928 zwołał pierwszy synod diecezji tarnowskiej. W maju 1932 złożył rezygnację z rządów diecezją i osiadł w klasztorze redemptorystów w Tuchowie, pozostał jednak zwierzchnikiem diecezji – ze stolicą tytularną Tlos – jako administrator apostolski do czasu wyboru nowego ordynariusza. W styczniu 1933 Pius XI wyniósł go do godności arcybiskupa tytularnego Oxyrinchus, a na nowego ordynariusza tarnowskiego wyznaczył biskupa pomocniczego lwowskiego Franciszka Lisowskiego. Ingres do katedry odbył on kilka dni po śmierci Leona Wałęgi.
W maju 1914 powołał Stronnictwo Katolicko-Ludowe, mające być przeciwwagą dla PSL „Piast”.
W 1914 otrzymał godność c. k. tajnego radcy wraz z uwolnieniem od taksy.

## Ordery i odznaczenia
- Wielka Wstęga Orderu Odrodzenia Polski (pośmiertnie, 25 kwietnia 1933)[3]
- Krzyż Komandorski z Gwiazdą Orderu Odrodzenia Polski (4 czerwca 1930)[4]